# 三亚苯
三亚苯（triphenylene）化学式C
18H
12，是一种四个苯环稠合的多环芳香烃，具有D3h的分子对称性。三亚苯可从煤焦油分离得到，或由卤代苯经苯炔中间体机理合成。 

## 性质
三亚苯为无色针状结晶，紫外线照射下发蓝紫色荧光。用于制造光学和电子设备。
三亚苯较其它稠环芳烃同分异构体稳定，可用其拥有高稳定性的“完全苯环”的共振式解释，即此共振式中每一个苯环都有三个交替碳碳双键，因此三亚苯不容易被氢化。